# Alpinia hainanensis
Alpinia hainanensis är en enhjärtbladig växtart som beskrevs av Karl Moritz Schumann. Alpinia hainanensis ingår i släktet Alpinia och familjen Zingiberaceae. Inga underarter finns listade i Catalogue of Life.